# Félix José Machado de Mendonça Eça Castro e Vasconcelos
Félix José Machado de Mendonça Eça Castro e Vasconcelos (Lisboa, 22 de Março de 1677 — Lisboa, 15 de Julho de 1731), 3.º marquês de Montebello, 3.º conde de Amares, 6.º senhor de Entre Homem e Cávado, moço fidalgo (1703), foi um aristocrata e militar português, governador de Pernambuco (1711-1715) no final da Guerra dos Mascates. Distinguiu-se no exercício das armas e na ciência genealógica.
Era igualmente senhor da Torre de Crasto, Geraz e outras terras em Barroso de Vilela, de Honra de Pino, de Paço de Lanhoso, dos lugares de São Fins, Matosinos, Anantes, Casales, Realengos, em Barroso de Seipiões, Sapelas, Bobadela, Sidãos, Nogueira, Vilela, Tâmega e Dornelas, alcaide-mor de Mourão, e comendador de São João de Coucieiro na Ordem de Cristo, e das vilas de Casal e do Seixo do Ervedal na Ordem de Aviz (1701).

## Biografia
Serviu na guerra da Sucessão de Espanha ao lado seu pai, em 1703, como coronel de infantaria, em que demonstrou valor; foi mestre de campo do "Terço Novo" de Bragança e do "Terço Velho" da guarnição de Chaves em 1706 e em 1707 foi prisioneiro de guerra dos franceses; igualmente comandou um terço de cavalaria em Lisboa.
Em 14 de julho de 1711 recebe a mercê de membro do Conselho do rei.
Tinha sido nomeado governador do Pernambuco por por carta patente de 27 de Março de 1711, chegando à província a 7 de Outubro de 1711. Depois de ter passado alguns dias em Olinda, mudou a sua residência para Recife e exerceu as funções até 1 de Junho de 1715.
Assumiu o governo da capitania no período final dos conflitos entre nobres e mascates, vindo com a missão de pacificar a capitania. Sua atuação severa na punição dos envolvidos com os levantes e a ferrenha oposição da nobreza da terra lhe trouxeram problemas, o que provavelmente fez com que o rei não dilatasse o tempo do seu governo, nem lhe ter dado outro cargo de governança no ultramar lusitano. No entanto, mesmo assim, depois da sua actuação no Brasil, tal parece não ter afetado a disposição de lhe renovar os títulos nobiliárquicos de seu pai e de,  em 1727, lhe atribuir a mercê da comenda da Ordem de Cristo.
Escreveu genealogias, tal como seu avô, segundo Diogo Barbosa Machado na sua »Bibliotheca Luzitana».
Preparou de mais de 40 textos sobre guerra e estratégia militar, sugerindo que ele além de militar de campanha era um grande estudioso e perito nesses assuntos. Inclusive foi o provável compilador do manuscrito sobre técnicas de infantaria atribuído a Manuel Soares Villegas.

## Dados genealógicos
Filho de António Félix Machado da Silva e Castro, 2.º marquês de Montebelo, e de sua mulher Luísa Maria de Mendonça e Eça. Era primo Caetano Melo e Castro que igualmente tinha governado Pernambuco entre 1693 e 1699.
Foi senhor de todos os bens de seu pai e igualmente herdeiro de 2.º marquês de Mortara e conde de Olias, grande de Espanha.
Casou com D. Eufrásia Maria de Meneses, dama da rainha D. Maria Sofia, filha primogénita de D. Luís Baltazar da Silveira, alcaide-mor de Cintra, vedor da rainha D. Maria Ana de Áustria, comendador da Ordem de Cristo, e de sua mulher D. Luísa Bernarda de Meneses, filha de D. Francisco de Sousa, 1º marquês das Minas.
Tiveram:
- António Félix Machado, morreu criança.[17]
- Luís Carlos Machado de Mendonça Eça Castro e Vasconcelos (1704-), senhor de Entre Homem e Cávado e restantes bens de seu pai, assim como da alcaidaria de Mourão, casado contra sua vontade em vida de seu pai com D. Isabel Catarina Henriques, filha de D. Jorge Henriques Pereira[17] (? - 21 de Fevereiro de 1734), 8º senhor de Alcáçovas, e de D. Madalena de Bourbon (1671 - 10 de Julho de 1748), filha de António de Almeida Portugal (c. 1640 - 10 de Dezembro de 1710), 2.º conde de Avintes. Com geração.
- Luiza Pereira de Mendonça 1-ª mulher de Bernardino de Sousa Freire, senhor de Mira.[17]